# How?
"How?" é uma canção do segundo álbum solo de John Lennon - Imagine, lançado em 1971. É uma canção contemplativa inspirada na terapia primal que ele estava passando com sua esposa Yoko Ono, onde enfrentou muitas questões pessoais, como "Como posso ir para a frente quando eu não sei de que jeito eu estou enfrentando ? "
Esta canção também mostra seus pensamentos sobre o mundo em geral (como  "And the World is so tough; Sometimes I feel I've had enough" - em português: " E o mundo é tão difícil ; Às vezes eu sinto que eu já tive o suficiente " ) .
O som de "How?" é típico de várias das canções presentes no álbum, incluindo a faixa-título e Jealous Guy , com Lennon no piano e cordas overdubs , algo que não tinha destaque em seu álbum anterior John Lennon/Plastic Ono Band.

## Créditos
- John Lennon – vocal, piano
- Nicky Hopkins – piano
- Klaus Voormann – baixo
- John Barham – vibrafone
- Andy Davis – violão
- Alan White – bateria
- The Flux Fiddlers – cordas

De acordo com The Beatles Bible.

## Versões
A canção foi regravada pela banda Stereophonics como lado B para o single "Bolsas e Gladrags". A canção foi regravada pela cantora inglesa Julie Covington em seu álbum homônimo de 1978. Ozzy Osbourne também lançou um cover dessa música em apoio à Anistia Internacional na mesma semana em que John Lennon faria setenta anos. Ele gravou um vídeo da música nas ruas de Nova York para promover o single. Osbourne declarou anteriormente que a canção de Lennon "Imagine" (do mesmo álbum de "How?") foi uma inspiração para a canção "Dreamer" de Osbourne.
A canção também foi regravada pela cantora estadunidense Amy LaVere em seu álbum Runaway's Diary.